# 레알데카토르세

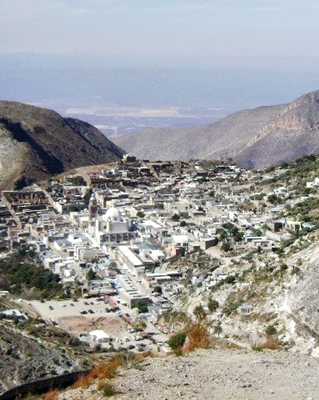
레알데카토르세

레알데카토르세(스페인어: Real de Catorce)는 멕시코 산루이스포토시주에 위치한 도시로 높이는 2,728m, 인구는 1,392명(2010년 기준)이다. 도시 이름은 스페인어로 "14 레알"을 뜻한다.